# 费尔南多·贝洛
费尔南多·贝洛（葡萄牙語：Fernando Bello，1924年9月1日—1995年11月8日），葡萄牙男子帆船运动员。他曾代表葡萄牙参加1948年、1952年和1960年夏季奥林匹克运动会帆船比赛，其中1948年奥运会获得一枚银牌。

## 家庭
哥哥杜阿尔特·曼努埃尔·贝洛。